# Dulce Matuz
Dulce Matuz  (Hermosillo, Sonora, 1984) activista mexicana en Estados Unidos que en el 2012 fue incluida en el número 23 de las personas más influyentes en el mundo por la revista Time.
Es cofundadora de la Coalición de soñadores de Arizona Arizona Dreamer Coalition (ADAC), es columnista de Mixed Voices publicación hecha por latinos para latinos.

## Historia
Proveniente de una familia mexicana radicada en el estado fronterizo de Sonora, Dulce Matuz llega a los 15 años de edad a Estados Unidos a reunirse con su madre Rosa María Matuz quien viajó a la ciudad de las Vegas para trabajar y poder mantener a sus hijas e hijo que vivían en México y también para poder brindarles estudios y mejores oportunidades en Estados Unidos.
Al llegar a la unión americana ingresa a Carl Hayden High School en donde realiza su preparatoria sin tener un estatus legal, dentro de la escuela forma parte del programa de robótica e integra el equipo Falcon en donde destacó por su liderazgo y gestiones. Al graduarse de la prepatoria obtiene una beca para continuar sus estudios universitarios en la Universidad Estatal de Arizona ASU, en donde se gradúa como Ingeniera en Electrónica.

## Lucha social
En 2006 inician las conversaciones para incrementar las cuotas a los estudiantes que no acrediten unión americana el número de estudiantes que cursan high school no tienen un estatus legal.
Por Ley el gobierno tiene que dar educación gratuita a todas las personas hasta el grado 12.
Dulce Matuz cursaba sus estudios y de manera activa formó parte de los movimientos de protesta contra el endurecimiento a políticas antiinmigrantes como la Ley 300 aprobada en Arizona en 2007, que promovía un cobro más alto a estudiantes indocumentados al permitirles estudiar, pero triplicando el pago de las colegiaturas en universidades y colegios públicos.
Lograr que las personas latinas que terminaran su carrera era una de sus objetivos, el otro, es que pudieran ejercer su profesión, ya que al no tener una condición legal en Estados Unidos no podían acceder a un contrato de trabajo.
Fue esto lo que la impulsó a encabezar la lucha para que migrantes que radican en ese país tuvieran derecho a un estatus migratorio que les garantizara algunos derechos, como lo es la educación y la seguridad social.
A la par de estas movilizaciones, gestaba una propuesta de Ley para proteger la condición migratoria de niños y niñas que ingresaron al país con sus padres.

## Dream Act
La propuesta de Ley denominada Dream Act tiene como objetivo permitir que aquellas infancias que llegaron con sus padres a estados unidos y que no tenían posibilidad de derechos universales como la educación,  legalicen su estatus migratorio después de finalizar un grado de   la universidad o de prestar el servicio militar.
Se les denominó Dreamers Soñadores a las y los jóvenes latinos que se encontraban resistiendo y en lucha para contrarrestar las leyes que imposibilitaban su acceso a estos derechos.
Con este trabajo colectivo y organizado, ejercieron presión a las y los legisladores de Arizona, incluso llegaron a realizar protestas y movimientos en Washington D. C..
A partir de esto visibilizaron su condición logrando que el presidente de los Estados Unidos  Barack Obama realizara un prograna denominado como acción diferida para suspender las deportaciones a los Dreamers, otorgando permiso de trabajo y seguridad social para recibir atención médica.

En 2012 junto con un grupo de Dreamers presentaron una demanda colectiva en contra del estado de Arizona cuando la exgobernadora Jan Brewer pretendía negar licencias de conducir a los jóvenes amparados bajo el programa de acción diferida para quienes llegaron en la Infancia (DACA).
Dulce Matuz está convencida de que el esfuerzo colectivo logra grandes cambios, lo primero es tener a una comunidad organizada.
El 19 de septiembre de 2016 recibió la ciudadanía estadounidense, pero sigue trabajando en favor de los derechos de la comunidad latina en Estados Unidos.
Actualmente tiene una empresaria, en su propia  compañía de Bienes Raíces, es integrante del Arizona Dream Act Coalition (ADAC).